# Час життя об'єкта в кадрі
«Час життя об'єкта в кадрі» — український фільм режисера Олександра Балагури. Прем'єра відбулася 7 грудня 2012 року в столичному кінотеатрі «Кінопанорама» відбулася прем'єра експериментального документального фільму «Час життя об'єкта в кадрі».

## Про фільм
Час експозиції — це час життя об'єкта в кадрі. І в цьому сенсі будь-яка фотографія — не лише двомірна графічна композиція, вона також має третій, часовий вимір, часову глибину. Є носієм, сховищем часу. А отже, пам'яті… Пам'яті чиєї?.. Обличчя, предмета, пейзажу, що лишились на знімку?.. Самого фотографа?.. Обираючи фотографію за матеріал фільму, темою якого є пам'ять, ми неминуче опиняємось у лабіринті «чужих» та своїх спогадів, «чужого» і свого часу… І в пошуках виходу самі стаємо частиною цього лабіринту і матеріалом власного фільму.
Ймовірно, російським любителям кіно вона здасться ближчою, аніж європейцям, адже у фільмі йдеться про наше спільне минуле й сьогодення.
І хоча дія фільму відбувається в сучасній Україні та Італії, у ньому йдеться насамперед про травми російськомовної (пост)радянської інтелігенції, яка болісно пережила культурне сум'яття після розпаду СРСР.
Цей фільм народився із проекту режисера Олександра Балагури про британського фотографа Едварда Мейбріджа, який так і залишився нереалізованим з 1990-х років. Головним героєм «Часу життя об'єкту в кадрі» є сам режисер, він же Оповідач, захоплений пошуком моменту, певної миті, образу, в якому зберігається пам'ять про давно втрачений час. На початку стрічки він каже: «… Почалося все з того, що одного разу раптом стало зрозуміло, що протягом останніх 15-20 років навколо нас, у нашому власному житті, щось незворотно змінилось. Що відбулося все це в нашій присутності, але ми при цьому ніби нічого й не помітили. Ніби й не було цих років, або весь цей час не було нас самих…».
Зрештою, фільм ніби намагається проговорити травму цілого покоління українських кінематографістів, які у 1990-х залишилися без роботи і були змушені шукати її деінде, або ж емігрувати, як це зробив сам режисер картини Олександр Балагура. Стрічка «Час життя об'єкта в кадрі» не має лінійного сюжету, важко точно окреслити і її жанр.
Самі автори фільму характеризують його як «авторський експериментальний документальний фільм». Їхній експеримент — це спроба висловити ідеї, які не змогли потрапити на екран через політичні потрясіння отих минулих 15-20 років життя. По суті, це монтаж образів, думок, фраз, фотографій та цілих людських історій.
Серед них виділяються кілька сюжетів: історія кохання батьків Оповідача, а також його стосунки із власною дружиною та «подругою», сімейна фотохроніка харківського фотографа Євгена Павлова та його дружини Тетяни, а також оповідь про «дівчину, яка спить на ринку», що бере свій початок у фотографії Олександра Чекменьова.
Ця лінія, здається, є найвиразнішою в картині, адже розповідає цілісний драматичний сюжет, вкладений в одне людське життя. Режисер та фотограф вирушають на місце, де вісім років тому була зроблена фотографія молодої безпритульної, яка безтурботно спала посеред гамірного Привозу. Вони сподіваються дізнатися, що це за дівчина, і, зрештою, знаходять знайомих своєї героїні, проте правда її життя виявляється водночас жахливою та неймовірною.
Ця юна безпритульна, яка загинула обкраденою та самотньою, вочевидь, стає для авторів картини символом нашої країни та її найновішої історії. Вбоге українське сьогодення знайшло своє відображення у фільмі в образах дебальцевського базару та вокзалу, в постаті самотнього баяніста у переході.
Контрастом до нього виступає Італія, де навіть смерть витончено прекрасна і постає у формі чудових скульптур та черепів, прикрашених сухими квітами.
«Час життя об'єкта в кадрі» — картина дуже особиста, і, значна частина смислів залишиться непрочитаною «невтаємниченими» глядачами. Зрештою, стрічка сприймається саме як творче висловлювання чи навіть філософський трактат вузького кола товаришів, яких об'єднали спільні смаки у мистецтві.
Стрічка «Час життя об'єкта в кадрі» складається із розрізнених епізодів, розміщених у довільному порядку, і це водночас її сила та найбільший недолік. Фільм прагне створити свою власну реальність, підпорядковану якійсь прихованій логіці. Проте деякі нав'язливі образи, як от безкінечні повтори фотоекспериментів Мейбріджа, або ж кілька фіналів картини, які йдуть один за одним, виглядають надмірними та зайвими.

## Фестивалі, Деталі
- Стрічка «Час життя об'єкта в кадрі» також з'явилася у програмі російського кінофестивалю документального кіно «Артдокфест».
- Серед промовців у картині з'являються художник Олександр Бабак, літературознавець Єфім Гофман, історик Микола Попелуха, есеїст Марко Нікодемо, фотограф Олександр Чекменьов, поет Массімо Санеллі та ще ціла низка представників творчих професій. Важливе місце у картині займають і роботи українських фотографів, зокрема, Євгена Павлова, Олександра Чекменьова, Володимира Кукоренчука, Олександра Ранчукова та Анни Войтенко.
- «Час життя об'єкта в кадрі» залишається одним із найцікавіших українських мистецьких проектів останніх років.